# الما لوسی رویل
الما لوسی رِویل (به انگلیسی: Alma Lucy Reville) (۱۴ اوت ۱۸۹۹، ناتینگهام‌شر – ۶ ژوئیهٔ ۱۹۸۲، لس آنجلس، کالیفرنیا) همسر آلفرد هیچکاک، فیلم‌نامه‌نویس، دستیار کارگردان و تدوین‌گر آمریکایی انگلیسی‌تبار بود.

## بخشی از فیلم‌شناسی
- مستاجر: داستان لندن مه‌آلود (۱۹۲۷)
- رینگ (۱۹۲۷)
- جونو و پایکوک (۱۹۲۹)
- قتل! (۱۹۳۰)
- دوز و کلک (۱۹۳۱)
- ماری (۱۹۳۱)
- غنی و غریب (۱۹۳۱)
- شماره هفده (۱۹۳۲)
- والس‌های وینی (۱۹۳۴)
- مأمور مخفی (۱۹۳۶)
- خرابکاری (۱۹۳۶)
- جوان و بی‌گناه (۱۹۳۷)
- مسافرخانهٔ جامائیکا (۱۹۳۹)
- سوءظن (۱۹۴۱)
- سایهٔ یک شک (۱۹۴۳)
- ترس صحنه (۱۹۵۰)